# Pleurothallis megaglossa
Pleurothallis megaglossa là một loài thực vật có hoa trong họ Lan. Loài này được Luer & Dalström miêu tả khoa học đầu tiên năm 1996.